# مایه دردسر (فیلم ۱۹۸۵)
مایه دردسر (به انگلیسی: Mischief) فیلمی محصول سال ۱۹۸۵ و به کارگردانی مل دامسکی است. در این فیلم بازیگرانی همچون داگ مک‌کئون، کاترین ماری استوارت، کلی پرستون، کریس نش، جیمی گرتز، گراهام جارویس و تری اوکوئین ایفای نقش کرده‌اند.